# 楊慕容
楊慕容（1924年—1956年1月7日），安徽青陽人，綠島獄中組織案（又稱新生訓導處「再叛亂」案）受審者。楊慕容原係中華民國海軍總司令部副官處委科員，1949年欲投共被送至新生訓導處「感化」，期間多次發表讚揚共產黨言論及向他人宣傳。1955年，獲判15年有期徒刑，但蔣中正要求重審，最終以「叛亂」罪處死，年僅32歲。
2021年，促進轉型正義委員會為楊慕蓉平反（〈促轉司字第56號〉），認定該案屬「促轉條例」應平反撤銷的司法不法案件。

## 生平
1924年（民國十三年）生，籍貫安徽青陽縣。
1949年，25歲的楊慕容就職於中華民國海軍總司令部副官處委，任科員。七、八月間，楊慕蓉打算逃離國軍，投靠中華人民共和國。事情洩露後，國防部裁定感化，遂交台灣省保安司令部新生訓導處執行。司令部稱楊男常不假外出，並辱罵新生訓導處官長。
1953年春夏間，楊慕容撰寫《樂園集》及〈感訓外感〉等詩文，其中包括讚揚史達林永遠不朽等語句，他還鼓勵國軍新生把握三原則：打擊要害、製造矛盾、利用羣衆，以對付軍官。1954年3月8日，台灣省保安司令部首次起訴楊男，當時調查後，認為罪嫌不足。
1955年2月25日，楊慕容在軍法處看守所向在押者稱：共產黨才是土地改革真正實行者，在牆壁上寫「唯有共產黨才是救國、救民、救濟全世界人類的光」、「共產黨萬歲」等，且大力抨擊中華民國政府是美國走狗。次日，他對檢察官說自己是民主同盟會員，請速判罪。3月，台灣省保安司令部再次起訴楊男，軍審法官彭國壎以「文字為有利於叛徒之宣傳罪」，判楊男15年有期徒刑、褫奪公權10年。送呈蔣中正後，批示「繼續叛亂，惡性重大，嚴為重審」云云。
1955年4月24日，楊慕容向在押者宣稱中國民主同盟成員都是見解很好的人，現在國府蹂躝人權。次日，在墻壁上寫「恨誓殺仇敵、血洗台灣」。
1955年6月28日，楊慕容承認自己讚揚蘇聯領導人史達林。11月8日，軍審法官周咸慶、彭國壎、殷敬文判處楊男死刑。12月20日，送呈蔣中正核准。

## 平反
促轉會認為：楊慕容所受判決，係威權統治時期，違反自由民主憲政秩序、侵害公平審判原則所為。其具體理由有三：
1. 楊慕容所受刑事有罪判決，係秉總統之意志而作成，有違憲法有關權力分立及審判獨立原則之要求。
2. 對楊慕容的思想與言論施予刑罰制裁，乃威權統治當局用以壓制政治異議，遏阻人民發展獨立人格，使人民絕對服從之統治手段，有違反自由民主憲政秩序之情事。
3. 本件判決將表達、傳播反對政府之思想解釋為著手實行叛亂，已屬擴張解釋或類推適用當時之刑法第 100 條第 1 項規定，違反自由民主憲政秩序。

故撤銷楊男有罪判決暨其刑罰。

## 紀念
由於兩岸分隔多年，隨著政治氣氛改變，台灣開始轉型正義，中共國家安全部也透過陸續公開的資訊找到許多在台潛伏的特工。2013年10月北京西山國家森林公園的無名英雄廣場上立有無名英雄紀念碑，為紀念來台灣在1950年代被處決「隱避戰線烈士」而設立，楊慕容銘刻於紀念碑上，為中共國家安全部追認之中華人民共和國烈士。